# Copa Hopman de 1995
A Copa Hopman de 1995 foi a 7ª edição do torneio entre países do tênis em mistas, organizada pela Federação Internacional de Tênis.
Anke Huber e Boris Becker da Alemanha bateram os ucranianos Natalia Medvedeva e Andrei Medvedev na final.